# فرجينيا هال
فرجينيا هال (بالإنجليزية: Virginia Hall)‏ هي جاسوسة أمريكية، ولدت في 6 أبريل 1906 في بالتيمور في الولايات المتحدة، وتوفيت في 8 يوليو 1982 في روكفيل في الولايات المتحدة.

## وصلات خارجية
- فرجينيا هال على موقع إن إن دي بي (الإنجليزية)